# Joaquim Gomes de Souza
Pour les articles homonymes, voir Souza.
Joaquim Gomes de Souza "Souzinha" (né le 15 février 1829 à Itapecuru Mirim, mort le 1er juin 1864 à Londres) est un homme politique et mathématicien brésilien qui travaillait dans les domaines de l'analyse numérique et des équations différentielles. Il était un pionnier dans l'étude des mathématiques au Brésil et a été décrit par José Leite Lopes comme « le premier grand mathématicien du Brésil ».

## Formation et carrière
Joaquim est le fils de Ignacio José Gomes de Sousa et Antonia Carneiro de Brito et Sousa, une famille de propriétaires terriens des vallées des rivières Itapecuru et Munim. Son père était le propriétaire d'une grande maison, la Solar Gomes de Sousa, situéé dans le centre historique de São Luís, qui abrite actuellement le musée historique et artistique de Maranhão.
En 1843, il se rend à Rio de Janeiro pour rejoindre l'école militaire de la Cour à l'âge de 14 ans.
En 1844, Gomes de Souza s’inscrit à la Faculté de médecine de Rio de Janeiro (qui fait maintenant partie de l’université fédérale de Rio de Janeiro) pour étudier la médecine. Il avait un amour profond pour les sciences naturelles, ce qui l'a amené à s'intéresser également aux mathématiques. Il a donc commencé à apprendre les mathématiques en autodidacte parallèlement à ses études de médecine. 
En 1848, alors qu'il a 19 ans, il obtient son doctorat en mathématiques de l'Escola Real Militar, avec une thèse intitulée Dissertão Sobre o Modo de novo Astros sem o Auxílio das Observações Directas (mémoire sur les moyens d'enquêter sur de nouveaux objets célestes sans l'aide d'observations directes), basée sur la Mécanique céleste de Laplace. 
Après avoir obtenu son doctorat, il a été reçu à un concours de la faculté de l’école militaire et a également été nommé lieutenant-colonel et capitaine honoraire de l’école militaire.
Il se rend ensuite en Europe, notamment à la Sorbonne, en France, où il poursuit ses études de mathématiques. C'était un ami personnel de Cauchy, dont il suivait les cours (dans l'un d'eux, Souza remarqua une erreur mathématique de Cauchy, il demanda ensuite son autorisation et la corrigea au tableau). En 1856, il obtient un doctorat en médecine de la faculté de médecine de Paris. La même année, il présente ses travaux mathématiques à l'Académie des sciences. 
Souza occupe un poste public rémunéré au Brésil et, après avoir passé beaucoup de temps en Europe, il a été prévenu qu'il devait retourner immédiatement au Brésil car il avait été élu membre du parlement. Souza avait déjà épousé Rosa Edith en Angleterre en 1857 et devait ensuite rentrer au Brésil sans elle.  
Dans son livre Mélanges de calcul intégral (1882), Souza cherchait à obtenir une méthode générale pour résoudre les équations aux dérivées partielles, selon Manfredo do Carmo : « [dans son livre] Il [Souza] employait des méthodes qui n'étaient pas entièrement rigoureuses et il n'est pas exactement clair de savoir quelle part de son travail resterait si elle était soumise à un examen minutieux; pour autant que je sache, elle n'a jamais été soumise à une telle épreuve ». 
En 1861, son épouse décède de la fièvre typhoïde et le fils du couple meurt en 1863 d'une maladie soudaine. 
Atteint de tuberculose, il rentre en Europe en 1863 pour se faire soigner, après avoir obtenu son diplôme. Il est décédé le 1er juin 1864 à l'âge de 35 ans à Londres. Carlos Sanchez Fernandez et Cícero Monteiro de Souza ont décrit son expérience en Europe: « Il était audacieux et se battait avec insistance pour obtenir sa reconnaissance scientifique en Europe. Ses efforts étaient vains, cependant. » .

## Activité politique
Il a été élu député général de Maranhão en 1856, alors qu'il se trouvait toujours en Allemagne. Il rentra dans le pays pour prendre ses fonctions à l'Assemblée générale (pt) de l'Empire, où il défend des projets d'éducation. Il a été réélu et a pris ses fonctions en 1861. La même année, son épouse décède de la fièvre typhoïde et le fils du couple meurt en 1863 d'une maladie soudaine. Malade, il meurt sans pouvoir remplir son troisième mandat, pour lequel il fut également réélu.

## Hommages
Il figure sur l'un des bustes qui honorent les écrivains de Maranhão sur la place du Panthéon, à São Luís, et plusieurs écoles, avenues, rues et places portent son nom.

## Publications
- Resoluçes das Equações Numéricas (1850, en portugais)
- Recueil de Mémoires d'Analyse Mathématiques (1857)
- Anthologie universelle (1859)
- Mélanges de calcul intégral (1882, à titre posthume)